# Lodwar
Lodwar  est le chef-lieu du district de Turkana, dans la province de la vallée du Rift au Kenya. C'est aussi le siège du diocèse de Lodwar.

## Histoire
La ville est située dans le pays des Turkanas, un peuple de pasteurs nomades.
Selon The Insider's Guide to Kenya, l'histoire de Lodwar commence vers 1933 lorsqu'un commerçant nommé Shah Mohamed est arrivé sur les rives de la rivière Turkwel. Les routes étaient inaccessibles, donc il a amené les ânes. Il y a finalement construit un centre commercial permanent, y compris une station-service. Le bureau du commissaire du district a été construit, suivi d'une petite clinique médicale et d'une prison du gouvernement. Un quartier général de la police a été construit à Lokitaung (en), une localité plus au nord, car les conflits tribaux étaient fréquents dans la région. Au cours des années 1960, les missionnaires ont construit des écoles dans et autour de la ville. Shah Mohamed a ouvert plusieurs magasins dans différentes localités de ce comté de Turkana. Il était le seul entrepreneur et fournisseur de services gouvernementaux. Il a convoyé le courrier pour la région ,et fourni des marchandises pour les projets de conserves de poisson norvégiens et italiens sur le lac Turkana, projets qui n'ont pas abouti.
Pendant la période coloniale, Lodwar a fonctionné comme un point de transit pour les fonctionnaires britanniques qui éloignaient les prisonniers politiques kényans en les installant dans le nord du pays. Jomo Kenyatta, le premier président du Kenya, a été détenu à domicile à Lokitaung, puis, pendant deux ans, à Lodwar, à partir de 1959,.

## Économie

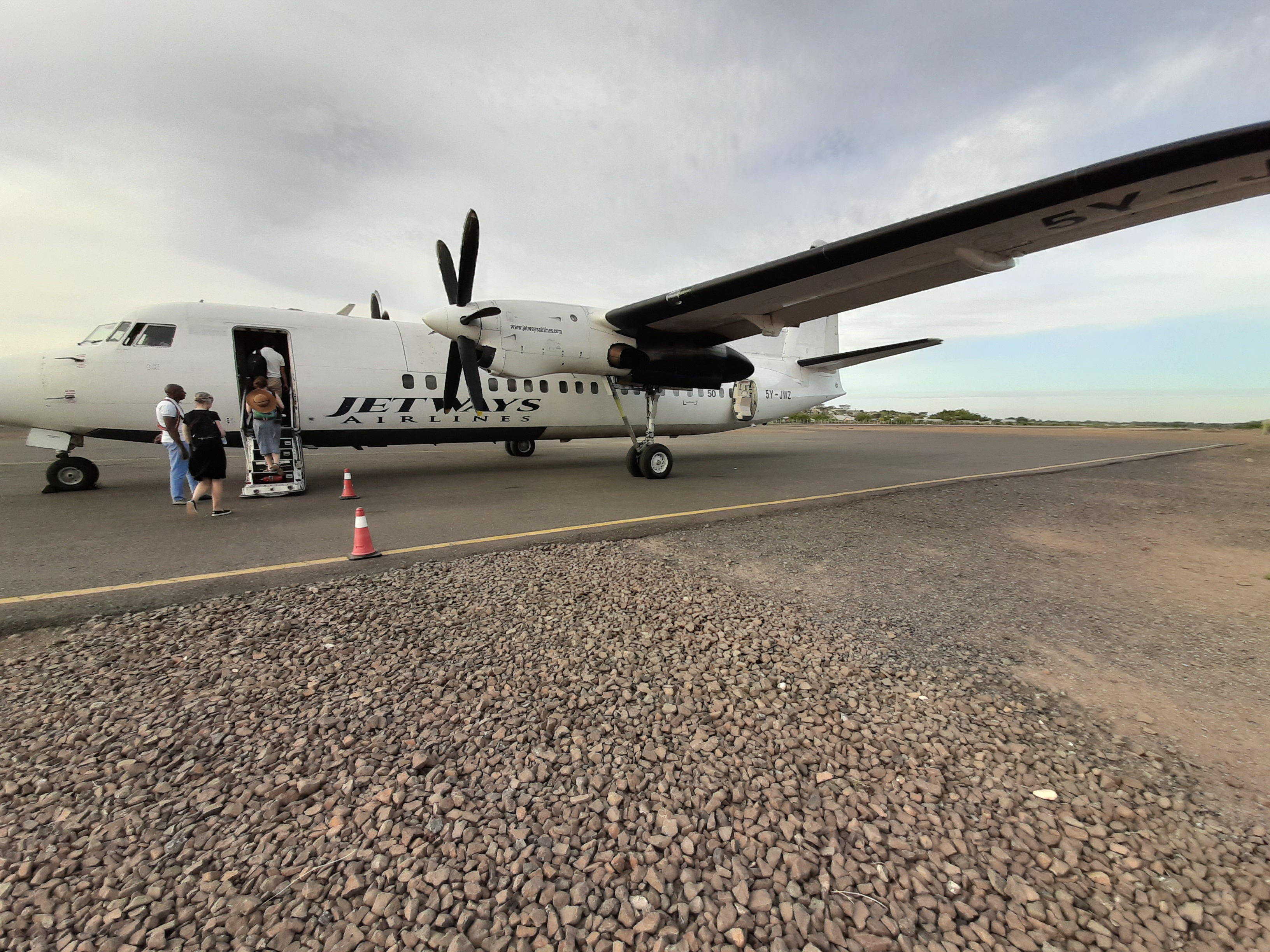
Débarquement à l'aéroport de Lodwar.

La ville a une réputation d'avant-poste administratif isolé du reste du Kenya, mais elle s'est développée et un rôle économique. Elle est située sur la route A1, et dispose d'un aéroport. Les principales activités économiques sont le tissage et le tourisme. La ville compte plusieurs petits hôtels. « Lodwar, capitale de la région, avec ses rues agitées, ses armes bon marché, ses petites maisons sans étages et sa piste d’atterrissage cabossée, a tout du western. ».

## Personnalités liées à la ville
- Jomo Kenyatta (1894-1978), premier président du Kenya, détenu 2 ans à Lodwar par les Anglais.
- Ajuma Nasenyana (1984), top model internationale née à Lodwar.